# Edoardo Orabona
Edoardo Orabona (Aversa, 14 ottobre 1897 – Bari, 17 ottobre 1973) è stato un ingegnere italiano.

## Biografia
Sposato con Emma Gazzara, insegnante di lettere e poetessa, ebbe cinque figlie.
Tra i progettisti del nascente Acquedotto Pugliese nei primi anni del ventesimo secolo, e in seguito tra i fondatori della Facoltà di Ingegneria dell'Università degli Studi di Bari, della quale è stato docente e preside per sette mandati consecutivi, tra il 1951 ed il 1972, anno della pensione. Laureatosi ingegnere idraulico presso l'Università degli Studi di Napoli Federico II, vinse il concorso all'Acquedotto Pugliese del quale fu funzionario sino ai primi anni quaranta, in concomitanza con le docenze di Idraulica agraria presso la Facoltà di Agraria dell'Università di Bari.
Autore di numerosi studi scientifici, tra i quali in particolare si ricorda quelli sul colpo d'ariete, è stato progettista di diverse opere idrauliche tra le quali spicca il serbatoio di Lecce, all'epoca all'avanguardia per tipologia progettuale e il Palazzo dell'Acquedotto ad Altamura. È stato membro del Consiglio Superiore dei Lavori Pubblici, e per alcuni mesi assessore ai lavori pubblici del Comune di Bari nell'anno 1958.
Ha conferito, tra gli altri, la laurea honoris causa ad Enrico Mattei, all'epoca presidente dell'Eni, a Giovanni Borghi, fondatore e presidente dell'Ignis, a Hugo Ernest Simmen e al cardinale Eugene Tisserant, pro-prefetto della Biblioteca Apostolica Vaticana.
È considerato uno dei grandi nomi dell'idraulica italiana ed è stato citato per la sua opera dal prof. Willi Hagger dell'Università di Zurigo che ha pubblicato un trattato sulla storia dell'idraulica in Italia.